# بيوبيو الجزيرة الشمالية
بيوبيو الجزيرة الشمالية (الاسم العلمي: Turnagra tanagra)؛ هو نوع يتبع فصيلة الطُّيُور الصُّفَّارِيَّة.

### التصنيف والنُظُم
لسنوات عديدة، اعتُبر بيوبيو الجزيرة الشمالية مماثلاً لبيوبيو الجزيرة الجنوبية، غير أنهما يصنفان حالياً نوعين منفصلين، نظراً للاختلافات الواضحة بينهما في المظهر الخارجي والبنية العظمية (أولون وآحرون، 1983). يعرف بيوبيو الجزيرة الشمالية أيضاً باسم قلاع الجزيرة الشمالية.

### الحالة
كان بيوبيو الجزيرة الشمالية متوطناً في الجزيرة الشمالية من نيوزيلندا. وصفه والتر بُلر عام 1873 بأنه شائع رغم أن عدد العينات كان قليلاً، وقد شهد انحداراً سريعاً بعد ذلك (بُلر، 1888). جمعت آخر العينات المعروفة عام 1900، أو على الأرجح بين عامي 1885 و1886 (ميدواي، 1968)، وبحلول ستينيات القرن العشرين لم يتبقَّ سوى نحو 27 عينة محفوظة في المتاحف حول العالم. استمرت تقارير عرضية لأشخاص يزعمون رؤية الطائر (مثل سوب، 1957) و (بِل وسينغلتون، 1974) أو (أولسن، 1993)، إلا أن بيوبيو الجزيرة الشمالية يُعتبر الآن منقرضاً. يبدو أن آخر معاقله كانت في المنطقة أصبحت لاحقاً حديقة وهنغانوي الوطنية، وربما امتد نطاقه شمالاً شرقاً إلى سلسلة هوهُنكاروا غرب بحيرة تاوبو. ويُعزى انقراض بيوبيو الجزيرة الشمالية في الغالب إلى إدخال ثدييات مفترسة أجنبية مثل القطط والجرذان إلى الجزيرة الشمالية لنيوزيلندا، بالإضافة إلى فقدان الموائل والافتراس من قبل العرسيات منذ ثمانينيات القرن التاسع عشر.